# Cupvinnarcupen i handboll
Cupvinnarcupen i handboll (engelska: EHF Cup Winners' Cup) var en internationell handbollsturnering för klubblag i Europa, som anordnades av European Handball Federation (EHF) varje säsong med start säsongen 1975/1976. Säsongen 2012/2013 uppgick turneringen för herrar i EHF-cupen (sedermera EHF European League). Samma gjordes sedan för damerna säsongen 2016/2017. 

## Mästare, herrar
| Säsong    | Segrare                  | Tvåa                           | Resultat     |
| --------- | ------------------------ | ------------------------------ | ------------ |
| 1975/1976 | BM Granollers            | GW Dankersen                   | 21–21, 26–24 |
| 1976/1977 | MAI Moskva               | SC Magdeburg                   | 18–17        |
| 1977/1978 | VfL Gummersbach          | RK Železničar Niš              | 15–13        |
| 1978/1979 | VfL Gummersbach          | SC Magdeburg                   | 15–18, 15–11 |
| 1979/1980 | CB Calpisa               | VfL Gummersbach                | 16–18, 20–15 |
| 1980/1981 | TuS Nettelstedt          | SC Empor Rostock               | 16–18, 17–14 |
| 1981/1982 | SC Empor Rostock         | Dukla Prag                     | 22–18, 14–17 |
| 1982/1983 | SKA Minsk                | Dinamo București               | 24–26, 34–22 |
| 1983/1984 | FC Barcelona             | RK Sloga Doboj                 | 24–21        |
| 1984/1985 | FC Barcelona             | CSKA Moskva                    | 23–30, 27–20 |
| 1985/1986 | FC Barcelona             | TV Grosswallstadt              | 20–18, 19–21 |
| 1986/1987 | CSKA Moskva              | Amicitia Zürich                | 16–18, 22–17 |
| 1987/1988 | SKA Minsk                | TV Grosswallstadt              | 21–24, 27-15 |
| 1988/1989 | TUSEM Essen              | US Créteil                     | 16–17, 19–16 |
| 1989/1990 | GD Teka Santander        | HK Drott                       | 22–24, 23–18 |
| 1990/1991 | TSV Milbertshofen        | Elgorriaga Bidasoa             | 15–20, 24–16 |
| 1991/1992 | SE Bramac Veszprém       | TSV Milbertshofen              | 24–14, 27–20 |
| 1992/1993 | OM Vitrolles             | Fotex Veszprém SE              | 23–22, 23–21 |
| 1993/1994 | FC Barcelona             | OM Vitrolles                   | 20–23, 26–14 |
| 1994/1995 | FC Barcelona             | GOG                            | 31–24, 26–22 |
| 1995/1996 | TBV Lemgo                | GD Teka Santander              | 24–19, 25–26 |
| 1996/1997 | Elgorriaga Bidasoa       | Fotex Veszprém SE              | 24–19, 17–19 |
| 1997/1998 | Caja Cantabria Santander | HSG Dutenhofen/Münchholzhausen | 30–15, 26–24 |
| 1998/1999 | Prosesa Ademar León      | Caja Cantabria Santander       | 19–20, 32–23 |
| 1999/2000 | Portland San Antonio     | Dunaferr SE                    | 28–19 20–26  |
| 2000/2001 | SG Flensburg-Handewitt   | CB Ademar León                 | 32–25, 19–24 |
| 2001/2002 | BM Ciudad Real           | SG Flensburg-Handewitt         | 31–22, 27–32 |
| 2002/2003 | BM Ciudad Real           | Redbergslids IK                | 33–27, 24–24 |
| 2003/2004 | Portland San Antonio     | BM Valladolid                  | 31–30 30–26  |
| 2004/2005 | Caja España Ademar Leon  | RK Zagreb                      | 37–25, 31–25 |
| 2005/2006 | GK Tjechovskije Medvedi  | BM Valladolid                  | 29–36, 32–24 |
| 2006/2007 | HSV Hamburg              | CB Ademar León                 | 28–24, 33–37 |
| 2007/2008 | MKB Veszprém KC          | Rhein-Neckar Löwen             | 37–32, 28–28 |
| 2008/2009 | BM Valladolid            | HSG Nordhorn                   | 31–30, 24–23 |
| 2009/2010 | VfL Gummersbach          | BM Granollers                  | 34–25, 33–37 |
| 2010/2011 | VfL Gummersbach          | Tremblay-en-France             | 30–28, 26–26 |
| 2011/2012 | SG Flensburg-Handewitt   | VfL Gummersbach                | 34–33, 32–28 |

## Mästare, damer
- 1977 –  Berliner TSC
- 1978 –  Ferencvárosi TC
- 1979 –  Berliner TSC
- 1980 –  Iskra Partizánske
- 1981 –  Budapesti Spartacus SC
- 1982 –  RK Osijek
- 1983 –  RK Osijek
- 1984 –  Dalma Split
- 1985 –  Budućnost Titograd
- 1986 –  ŽRK Radnički Beograd
- 1987 –  GK Kuban Krasnodar
- 1988 –  GK Kuban Krasnodar
- 1989 –  Ştiinţa Bacău
- 1990 –  Rosteljmasj Rostov
- 1991 –  ŽRK Radnički Beograd
- 1992 –  ŽRK Radnički Beograd
- 1993 –  TV Giessen-Lützellinden
- 1994 –  TUS Walle Bremen
- 1995 –  Dunaferr SE
- 1996 –  TV Giessen-Lützellinden
- 1997 –  Istotjnik Rostov
- 1998 –  Bækkelagets SK
- 1999 –  Bækkelagets SK
- 2000 –  Milar L'Eliana Valencia
- 2001 –  GK Motor Zaporozje
- 2002 –  GK Lada
- 2003 –  ESBF Besançon
- 2004 –  Ikast-Bording EH
- 2005 –  Larvik HK
- 2006 –  ŽRK Budućnost Monet
- 2007 –  CS Oltchim Râmnicu Vâlcea
- 2008 –  Larvik HK
- 2009 –  FC Köpenhamn
- 2010 –  ŽRK Budućnost
- 2011 –  FTC-Rail Cargo Hungaria
- 2012 –  FTC-Rail Cargo Hungaria
- 2013 –  Hypo Niederösterreich
- 2014 –  Viborg HK
- 2015 –  FC Midtjylland Håndbold
- 2016 –  Team Tvis Holstebro

### Fotnoter
1. ↑  ”Men’s EHF Club Competitions 2012/13” (på engelska). European Handball Federation. 5 juli 2011. Arkiverad från originalet den 22 november 2017. https://web.archive.org/web/20171122022331/http://www.eurohandball.com/article/14058. Läst 15 november 2015.